# Lissonota pectinata
Lissonota pectinata là một loài tò vò trong họ Ichneumonidae.